# Acropimpla uchidai
Acropimpla uchidai är en stekelart som först beskrevs av Joseph Augustine Cushman 1933.  Acropimpla uchidai ingår i släktet Acropimpla och familjen brokparasitsteklar. Inga underarter finns listade i Catalogue of Life.